# Abrar Osman
Abrar Osman Adem (1º gennaio 1994) è un mezzofondista eritreo.

## Palmarès
| Anno | Manifestazione      | Sede           | Evento         | Risultato | Prestazione | Note |
| ---- | ------------------- | -------------- | -------------- | --------- | ----------- | ---- |
| 2010 | Olimpiadi giovanili | Singapore      | 3000 m piani   | Oro       | 8'07"24     |      |
| 2011 | Mondiali allievi    | Lilla          | 3000 m piani   | Bronzo    | 7'40"89     |      |
| 2012 | Mondiali juniores   | Barcellona     | 5000 m piani   | Argento   | 13'40"52    |      |
| 2012 | Giochi olimpici     | Londra         | 5000 m piani   | Batteria  | 13'24"40    |      |
| 2014 | Campionati africani | Marrakech      | 5000 m piani   | Bronzo    | 13'36"42    |      |
| 2015 | Mondiali            | Pechino        | 5000 m piani   | Batteria  | 13'45"55    |      |
| 2015 | Mondiali            | Pechino        | 10000 m piani  | 6º        | 27'43"21    |      |
| 2015 | Giochi panafricani  | Brazzaville    | 5000 m piani   | 4º        | 13'23"79    |      |
| 2016 | Giochi olimpici     | Rio de Janeiro | 5000 m piani   | 10º       | 13'09"56    |      |
| 2023 | Mondiali di cross   | Bathurst       | Corsa seniores | dnf       | dnf         |      |

## Campionati nazionali
2021
- Oro ai campionati eritrei, 10000 m piani - 29'13"54

2022
- 4º ai campionati eritrei di mezza maratona - 1h03'50"

## Altre competizioni internazionali
2012
- 8º allo Shanghai Golden Grand Prix ( Shanghai), 5000 m piani - 13'17"32

2013
- 8º al Doha Diamond League ( Doha), 3000 m piani - 7'39"70

2014
- 11º allo Shanghai Golden Grand Prix ( Shanghai), 5000 m piani - 13'16"45

2015
- 9º al Doha Diamond League ( Doha), 3000 m piani - 7'44"59
- 7º alla Mezza maratona di Delhi ( Nuova Delhi) - 1h00'39"

2016
- Argento alla Zevenheuvelenloop ( Nimega), 15 km - 43'04"

2017
- 10º alla Mezza maratona di Copenaghen ( Copenaghen) - 1h00'19"

2018
- Argento alla Zevenheuvelenloop ( Nimega), 15 km - 42'34"
- 4º alla San Silvestre Vallecana ( Madrid) - 27'38"

2019
- 10º alla Maratona di Amsterdam ( Amsterdam) - 2h07'46"
- 4º alla Mezza maratona di Lisbona ( Lisbona) - 59'47"

2020
- 9º alla Mezza maratona di Delhi ( Nuova Delhi) - 1h00'10"
- 4º alla Mezza maratona di Barcellona ( Barcellona) - 1h00'06"

2021
- 18º alla Maratona di Amsterdam ( Amsterdam) - 2h08'07"